# Barbara Dégi
Barbara Dégi (* 29. November 1983 in Budapest) ist eine ungarische Volleyballspielerin.

## Karriere
Barbara Dégi ist die Tochter des Volleyballtrainers Jenő Dégi. Als 10-Jährige lebte sie ein Jahr in Deutschland, weil ihr Vater in Paderborn als Trainer arbeitete. Die Diagonalangreiferin begann ihre Karriere bei den Budapester Vereinen Budapesti VSC und ADRC, ehe sie innerhalb der ungarischen Hauptstadt zu Vasas Budapest wechselte. Dort gewann sie zweimal die ungarische Meisterschaft und dreimal den nationalen Pokal. Außerdem spielte sie mit ihrem Club im Europapokal. 2008 wurde sie vom deutschen Bundesligisten USC Münster verpflichtet. Als sie dort 2010 keinen neuen Vertrag mehr erhielt, wechselte die ungarische Nationalspielerin zum Schweizer Erstligisten Volley Köniz, mit dem sie ebenfalls im europäischen Wettbewerb spielte. 2011 kehrte Barbara Dégi zurück nach Deutschland und spielte bis 2013 bei Alemannia Aachen. Danach kehrte Dégi zurück nach Ungarn und spielte bei MTK Budapest, bei Újpesti TE und bei Gödöllői RC.
Seit 2019 ist Dégi an der Verbreitung der Trendsportart Teqvoly beteiligt.